# Michela Figini
Michela Cleofe Figini (* 7. April 1966 in Prato) ist eine ehemalige Schweizer Skirennfahrerin.

## Biografie
1983 gewann Michela Figini an den Ski-Juniorenweltmeisterschaften in Sestriere die Bronzemedaille im Riesenslalom, wofür die Stiftung Schweizer Sporthilfe sie als Schweizer Nachwuchsathletin des Jahres 1983 auszeichnete. In den 1980er Jahren zählte die Spezialistin für die schnellen Disziplinen zu den stärksten Skirennläuferinnen. So gewann sie 26 Einzelrennen, davon 17 Abfahrtsläufe, 1985 und 1988 den Gesamtweltcup und viermal den Einzelweltcup in der Abfahrt sowie einmal den Super-G-Weltcup. Im Riesenslalomweltcup 1984/85 konnte sie zwar mit 110 Punkten gleich viel Punkte wie Marina Kiehl erringen – sie hatte sogar einen Sieg mehr in der betreffenden Saison –, jedoch war die höhere Zahl der Streichresultate ausschlaggebend, wobei Kiehl mit 53 gegenüber 33 vorne lag.
Bei den Weltmeisterschaften holte sie 1985 in Santa Caterina in der Abfahrt Gold, zwei Jahre später gewann sie bei den Weltmeisterschaften in Crans-Montana die Silbermedaille in der Abfahrt und im Super-G.
Die Krönung ihrer Laufbahn war der Sieg in der Abfahrt bei den Olympischen Spielen 1984 in Sarajevo, wo sie Maria Walliser und Olga Charvátová knapp auf den zweiten und dritten Platz verweisen konnte. Bei den Olympischen Spielen 1988 in Calgary gewann sie im Super-G hinter Sigrid Wolf die Silbermedaille. Nach Differenzen mit Jan Tischhauser, dem Schweizer Nationalmannschaftstrainer, trat sie 1990 zurück.
Heute lebt Figini, die nach ihrer Karriere auch als TV-Kommentatorin tätig war, in Lugano. Aus der ersten Ehe mit dem Italiener Ivano Camozzi, einem ehemaligen Skirennläufer der 1980er Jahre, stammen zwei Kinder.

## Erfolge

### Olympische Spiele
- Sarajevo 1984: 1. Abfahrt, 12. Riesenslalom
- Calgary 1988: 2. Super-G, 9. Abfahrt

### Weltmeisterschaften
- Bormio 1985: 1. Abfahrt, 15. Riesenslalom
- Crans-Montana 1987: 2. Abfahrt, 2. Super-G, 4. Riesenslalom, 6. Kombination
- Vail 1989: 5. Super-G, 8. Abfahrt

### Juniorenweltmeisterschaften
- Sestriere 1983: 3. Riesenslalom, 4. Abfahrt, 16. Slalom

### Weltcupwertungen
Michela Figini gewann in den Saisons 1984/85 und 1987/88 den Gesamtweltcup. Hinzu kommen fünf Siege in Disziplinenwertungen (viermal Abfahrt, einmal Super-G).
| Saison  | Gesamt | Gesamt | Abfahrt | Abfahrt | Super-G | Super-G | Riesenslalom | Riesenslalom | Slalom | Slalom | Kombination | Kombination |
| Saison  | Platz  | Punkte | Platz   | Punkte  | Platz   | Punkte  | Platz        | Punkte       | Platz  | Punkte | Platz       | Punkte      |
| ------- | ------ | ------ | ------- | ------- | ------- | ------- | ------------ | ------------ | ------ | ------ | ----------- | ----------- |
| 1982/83 | 26.    | 52     | 24.     | 15      | –       | –       | 15.          | 25           | –      | –      | 16.         | 12          |
| 1983/84 | 5.     | 166    | 5.      | 67      | –       | –       | 6.           | 64           | –      | –      | 5.          | 67          |
| 1984/85 | 1.     | 259    | 1.      | 115     | –       | –       | 2.           | 110          | 28.    | 9      | 2.          | 60          |
| 1985/86 | 6.     | 178    | 6.      | 53      | 10.     | 24      | 6.           | 58           | –      | –      | 3.          | 43          |
| 1986/87 | 5.     | 162    | 1.      | 93      | 11.     | 27      | 5.           | 55           | –      | –      | –           | –           |
| 1987/88 | 1.     | 244    | 1.      | 143     | 1.      | 65      | 10.          | 29           | –      | –      | 14.         | 7           |
| 1988/89 | 3.     | 242    | 1.      | 176     | 5.      | 29      | 17.          | 18           | –      | –      | 5.          | 19          |
| 1989/90 | 8.     | 134    | 3.      | 105     | 13.     | 24      | 34.          | 5            | –      | –      | –           | –           |

### Weltcupsiege
Figini gewann 26 Weltcuprennen, davon 17 Abfahrten, 3 Super-G, 2 Riesenslaloms und 4 Kombinationen. Dazu kamen 9 zweite Plätze und 11 dritte Plätze.
| Datum             | Ort                | Land        |
| ----------------- | ------------------ | ----------- |
| 28. Januar 1984   | Megève             | Frankreich  |
| 9. Januar 1985    | Bad Kleinkirchheim | Österreich  |
| 10. Januar 1985   | Bad Kleinkirchheim | Österreich  |
| 20. Januar 1985   | Saint-Gervais      | Frankreich  |
| 12. Dezember 1986 | Val-d’Isère        | Frankreich  |
| 16. Januar 1987   | Pfronten           | Deutschland |
| 8. März 1987      | Nakiska            | Kanada      |
| 11. Dezember 1987 | Leukerbad          | Schweiz     |
| 14. Januar 1988   | Zinal              | Schweiz     |
| 12. März 1988     | Rossland           | Kanada      |
| 2. Dezember 1988  | Val-d’Isère        | Frankreich  |
| 12. Januar 1989   | Grindelwald        | Schweiz     |
| 13. Januar 1989   | Grindelwald        | Schweiz     |
| 18. Februar 1989  | Lake Louise        | Kanada      |
| 19. Februar 1989  | Lake Louise        | Kanada      |
| 24. Februar 1989  | Steamboat Springs  | USA         |
| 27. Januar 1990   | Santa Caterina     | Italien     |

| Datum             | Ort       | Land        |
| ----------------- | --------- | ----------- |
| 13. Januar 1985   | Pfronten  | Deutschland |
| 12. Dezember 1987 | Leukerbad | Schweiz     |
| 13. März 1988     | Rossland  | Kanada      |

| Datum           | Ort           | Land        |
| --------------- | ------------- | ----------- |
| 4. Januar 1985  | Maribor       | Jugoslawien |
| 21. Januar 1985 | Saint-Gervais | Frankreich  |

| Datum           | Ort            | Land        |
| --------------- | -------------- | ----------- |
| 29. Januar 1984 | Saint-Gervais  | Frankreich  |
| 9. Januar 1985  | Santa Caterina | Italien     |
| 8. März 1985    | Arosa          | Schweiz     |
| 6. Januar 1986  | Maribor        | Jugoslawien |

### Weitere Erfolge
- 4 Schweizer Meistertitel:
  - Abfahrt: 1984, 1985, 1989
  - Riesenslalom: 1988
- Schweizer Nachwuchsathletin des Jahres 1983